# Circoniscus spinosus
Circoniscus spinosus là một loài chân đều trong họ Scleropactidae. Loài này được Collinge miêu tả khoa học năm 1918.